# Buletić
Buletić (en serbe cyrillique : Булетић) est un village de Bosnie-Herzégovine. Il est situé dans la municipalité de Teslić et dans la république serbe de Bosnie. Selon les premiers résultats du recensement bosnien de 2013, il compte 1 793 habitants.

## Démographie

### Évolution historique de la population dans la localité
| 1948 | 1953 | 1961  | 1971  | 1981  | 1991  | 2013  |
| ---- | ---- | ----- | ----- | ----- | ----- | ----- |
| -    | -    | 1 860 | 1 983 | 2 279 | 2 419 | 1 793 |

|  |